# Maassluis
Maassluis  è un comune dei Paesi Bassi che al 2010 aveva 31 625 abitanti situato nella provincia dell'Olanda Meridionale.